# Mý Columbae
Mý Columbae je hvězda v souhvězdí Holubice vzdálená od Země asi 1 300 světelných let. Je to jedna z mála hvězd spektrální třídy O, kterou lze vidět pouhým okem. Vzhledem k deklinaci přibližně -32,3° vystupuje na 50. rovnoběžce nanejvýš 7,7° nad obzor.
Hvězda vykazuje rychlou rotaci, kolem své osy se otočí za 1,5 pozemského dne (Slunce, které je mnohem menší, se otočí až za 25,4 dne). Takováto rychlost rotace je u hvězd této spektrální třídy běžná.
Na základě měření vlastního pohybu a radiální rychlosti bylo zjištěno, že tato hvězda a AE Aurigae se vzdalují od sebe rychlostí přes 200 km/s. Dráha jejich pohybu protíná hvězdu Hatysa v souhvězdí Orionu. Nejpravděpodobnější vysvětlení je, že byly součástí dvojhvězdy, která se srazila s jinou dvojhvězdou a hvězdy byly vymrštěny na různé dráhy paprskovitě od původního místa a staly se tak hvězdnými uprchlíky.